# Lotta greco-romana ai Giochi della XIV Olimpiade - Pesi gallo
La competizione della categoria pesi gallo (fino a 57 kg) di lotta greco-romana dei Giochi della XIV Olimpiade si è svolta dal 3 al 6 agosto al Earls Court Exhibition Centre a Londra.

## Formato
Ad ogni incontro venivano assegnate le seguenti penalità:
- 0 = Al vincitore per schienata
- 1 = Al vincitore per decisione
- 2 = Allo sconfitto per decisione (1 giudici contro 2)
- 3 = Allo sconfitto per decisione (0 giudici contro 3)
- 3 = Allo sconfitto per schienata

Con cinque penalità o più il lottatore veniva eliminato.

## Risultati
| Legenda                                  | Legenda |
| ---------------------------------------- | ------- |
| Lottatore con 5 penalità o più Eliminato |         |

### 1º Turno
Si è disputato il 3 agosto.
| Vincitore       | Pen. | Risultato | Sconfitto         | Pen. |
| --------------- | ---- | --------- | ----------------- | ---- |
| Reidar Merli    | 1    | 3:0       | Kurt Elias        | 3    |
| Mahmoud Hassan  | 1    | 2:1       | Kolle Lejserowitz | 2    |
| Kurt Pettersén  | 0    | Schienata | Francesco Suppo   | 3    |
| Lajos Bencze    | 1    | 2:1       | Taisto Lempinen   | 2    |
| Halil Kaya      | 0    | Schienata | Jésus Arenzana    | 3    |
| Nikolaos Biris  | 0    | Schienata | Ken Irvine        | 3    |
| Elvidio Flamini | 0    |           | Esentato          |      |

### 2º Turno
Si è disputato il 4 agosto.
| Vincitore       | Pen. | Risultato    | Sconfitto         | Pen. |
| --------------- | ---- | ------------ | ----------------- | ---- |
| Kurt Elias      | 4    | 3:0          | Elvidio Flamini   | 3    |
| Mahmoud Hassan  | 1    | Schienata    | Francesco Suppo   | 6    |
| Reidar Merli    | 4    | Squalificati | Kolle Lejserowitz | 5    |
| Kurt Pettersén  | 1    | 3:0          | Lajos Bencze      | 4    |
| Taisto Lempinen | 2    | Schienata    | Jésus Arenzana    | 6    |
| Halil Kaya      | 0    | Schienata    | Nikolaos Biris    | 3    |
| Ken Irvine      | 3    |              | Esentato          |      |

### 3º Turno
Si è disputato il 5 agosto.
| Vincitore       | Pen. | Risultato | Sconfitto      | Pen. |
| --------------- | ---- | --------- | -------------- | ---- |
| Elvidio Flamini | 3    | Schienata | Ken Irvine     | 6    |
| Mahmoud Hassan  | 1    | Schienata | Kurt Elias     | 7    |
| Reidar Merli    | 5    | 3:0       | Kurt Pettersén | 4    |
| Lajos Bencze    | 5    | 3:0       | Halil Kaya     | 3    |
| Taisto Lempinen | 2    | Schienata | Nikolaos Biris | 6    |

### 4º Turno
Si è disputato il 5 agosto.
| Vincitore      | Pen. | Risultato | Sconfitto       | Pen. |
| -------------- | ---- | --------- | --------------- | ---- |
| Mahmoud Hassan | 1    | Schienata | Elvidio Flamini | 6    |
| Kurt Pettersén | 4    | Schienata | Taisto Lempinen | 5    |
| Halil Kaya     | 3    |           | Esentato        |      |

### 5º Turno
Si è disputato il 6 agosto.
| Vincitore      | Pen. | Risultato | Sconfitto  | Pen. |
| -------------- | ---- | --------- | ---------- | ---- |
| Mahmoud Hassan | 2    | 3:0       | Halil Kaya | 6    |
| Kurt Pettersén | 4    |           | Esentato   |      |

### 6º Turno
Si è disputato il 6 agosto.
| Vincitore      | Pen. | Risultato | Sconfitto      | Pen. |
| -------------- | ---- | --------- | -------------- | ---- |
| Kurt Pettersén | 5    | 3:0       | Mahmoud Hassan | 5    |

## Classifica finale
| Pos.    | Atleta            | Nazione       |
| ------- | ----------------- | ------------- |
| Oro     | Kurt Pettersén    | Svezia        |
| Argento | Mahmoud Hassan    | Egitto        |
| Bronzo  | Halil Kaya        | Turchia       |
| 4       | Taisto Lempinen   | Finlandia     |
| 5       | Elvidio Flamini   | Argentina     |
| 6       | Lajos Bencze      | Ungheria      |
| 6       | Reidar Merli      | Norvegia      |
| 8       | Ken Irvine        | Gran Bretagna |
| 8       | Nikolaos Biris    | Grecia        |
| 10      | Kurt Elias        | Austria       |
| 11      | Kolle Lejserowitz | Danimarca     |
| 12      | Jésus Arenzana    | Francia       |
| 12      | Francesco Suppo   | Italia        |